# نشان آزادی
نشان آزادی از نشان‌های افتخار در ایران است. براساس ماده ۴ آیین‌نامه اعطای نشان‌های دولتی، نشان «آزادی» به اشخاصی اعطا می‌شود که دارای یکی از نشان‌های درجه یک عمومی یا تخصصی باشند و همچنان در جهت به ثمر رساندن اهداف مقدس نظام اسلامی ابراز شایستگی می‌نمایند.

## مشخصات
این نشان جزو نشان‌های عالی افتخار است. نشان آزادی تنها دارای یک درجه می‌باشد و در هر دوره ریاست جمهوری حداکثر ۸ عدد از آن اعطا می‌شود.

## مزایا
بر اساس ماده ۲۲ آیین‌نامه اعطای نشان‌های دولتی (تصویب شده در ۳۰ آبان ۱۳۶۹ و اصلاح شده در ۵ دی ۱۳۸۰) مزایای دریافت نشان آزادی به شرح ذیل است:
- مزایای مادی
  - اهدای ۲۰۰ سکه بهار آزادی به دریافت کنندگان
- مزایای غیر مادی
  - شرکت در مراسم و آیین‌های رسمی
  - چاپ نام و مشخصات دارندگان نشان در مجموعه‌های ادواری
  - نصب تصویر و لوح یادبود در شهرداری زادگاه یا موسسه و محل خدمت
  - اولویت در برخورداری از فرصت‌های مطالعاتی و دریافت امکانات لازم برای اجرای طرح‌های پژوهشی و تحقیقاتی